# Jefe de la M
Aitor Millán Fernández (Colonia Santa Inés, Málaga, 15 de noviembre de 1978), más conocido como Jefe de la M o Buck Fernández es un rapero, compositor, youtuber y streamer español.

## Trayectoria musical
Jefe de la M comenzó su carrera musical en los años noventa, inicialmente como productor discográfico, haciéndose llamar Bobby Lo. Más adelante, empieza a participar también en micros abiertos. Sus primeros rapeos aparecen en la maqueta La nazión en línea de Nazión Sur, publicada en 1993.
Como productor, produjo maquetas para artistas como Keyo o Tote King, si bien su primera gran producción fue Desde los chiqueros (Zona Bruta, 2000) de SFDK. Más tarde realizaría producciones para otros artistas reconocidos del género a nivel nacional, como Nach, Triple XXX, Falsalarma o El Chojin, entre otros.
Después de editar su primera referencia musical en 2003 con el LP Entra el dragón, crea el sello discográfico Bobby Lo Records junto a MNK Records, tras lo cual empieza a publicar una serie de trabajos, tanto álbumes de otros grupos como álbumes propios, colaborando con diferentes raperos de la escena nacional, «convirtiéndose en una referencia del Hip Hop español».
En 2004, junto a Big Hozone, crea el estudio discográfico Showtime Estudios, y un año después funda su propio sello, Soul Clap, tras dejar de colaborar con Big Hozone.
En 2005, ya con su propia compañía discográfica, lanza el doble CD Escapismo. También durante el año 2005 crea el grupo musical Triada, junto con El Niño e Ijah, publicando un maxisencillo debut titulado Tres.
En 2006, después de un año trabajando básicamente como productor, colabora en el LP de Quiroga Historias de Q, rodando posteriormente el videoclip.
A principios de 2007 edita el álbum debut de El Niño, En blanco y negro. Ese mismo año publica una mixtape de descarga gratuita a través de Internet titulada Inquietud, compartida inicialmente a través de su página web oficial y en su página de Myspace.
En 2011 presenta un nuevo álbum llamado P.O.D.E.R., que incluye colaboraciones con Gordo Master, Spanish Fly, Ijah, Cortesano, Keyo, Little Pepe, Rook Jack, Duddi Wallace y El Chobbi.
A lo largo de su trayectoria, Jefe de la M ha realizado numerosas producciones musicales, en especial a raíz de la creación de su propio sello discográfico en 2005, tanto producciones propias como producciones para otros artistas del hip hop español, con los que en ocasiones realiza también colaboraciones.
A sus producciones y trabajos discográficos hay que sumarle las creaciones audiovisuales en forma de videoclips musicales que produce desde el año 2010 bajo el nombre de Soul Clap Media para artistas de todo el hip hop nacional.

### Filmografía
Jefe de la M trabajó además como compositor para dos largometrajes, Slam (2003) y Pau y su hermano (2001), y un corto, El intocable (2011). Este último es un cortometraje que precedía al último disco de Gordo Master, producido y dirigido por él mismo de la mano de su sello Soul Clap Media y en el que también participa como actor.

## Trayectoria comoyoutuber
En 2013, Jefe de la M crea el canal de YouTube Soul Clap Gaming, dedicado a gameplays de diferentes videojuegos, un canal posteriormente rebautizado como Buck Fernández, sobrenombre por el que es conocido Jefe de la M en su más reciente faceta de youtuber.
Jefe de la M, ahora como Buck Fernández, alterna sus publicaciones sobre videojuegos en su canal principal de YouTube con reseñas de películas cinematográficas, series y creaciones de la cultura televisiva en otro canal de YouTube denominado Video Buck.

## Discografía selecta
Del repertorio discográfico de Jefe de la M, pueden destacarse los siguientes trabajos:
- Entra el Dragón (LP) (Marina Korne, 2003)
- Versus (Maxi-Single) (Bobby Lo Records, 2004)
- Escapismo (2 LP) (Soul Clap, 2005)
- Inquietud, la Mixtape (Mixtape) (2007)
- DPS (mixtape) (2009)
- Málaga Saga (Mixtape) (2010)
- P.O.D.E.R (LP) (2011)
- DPS 2.0 (Mixtape) (2013)
- El retorno del Dragón (2014)